# Joaquim Roca i Ventura
Joaquim Roca Ventura (Sant Gregori, 1983) és un polític català, actual alcalde de Sant Gregori amb Junts per Catalunya, Diputat a la Diputació de Girona i President del Consorci de Vies Verdes.

## Biografia
Va néixer a Sant Gregori l'any 1983. Ha cursat els estudis de Comunicació a la Universitat Oberta de Catalunya. La seva implicació en el món municipal s'inicia l'any 2003 com a membre d'una entitat esportiva del municipi de Sant Gregori, el Club Ciclista Sant Gregori - El Llémena. A partir d'aquí, l'any 2008, com a regidor i des de l'any 2013 com a alcalde de Sant Gregori moment en què va prendre el relleu a l'alcaldia en renúncia del fins llavors alcalde Jordi Noguer de Palol. Amb 29 anys, és l'alcalde més jove que ha assumint l'alcaldia de Sant Gregori i el cinquè alcalde de Sant Gregori de l'actual etapa democràtica. Al maig de 2015, en les eleccions municipals es presenta com a cap de llista per Convergència i Unió (CiU) i és escollit novament com a alcalde de Sant Gregori assolint la majoria absoluta. A les eleccions municipals de 2019, la candidatura encapçalada per Roca, Junts per Sant Gregori - Junts, revalida i amplia la majoria absoluta al municipi de Sant Gregori, amb 8 regidors i 1.354 vots (62,45%), essent la llista més votada de la història en unes eleccions municipals a Sant Gregori. En les eleccions municipals de 2023, Roca encapçala la candidatura de Junts per Sant Gregori - Compromís Municipal i obté majoria absoluta amb 8 regidors sobre 11. Amb un 64,95% de suports i 1.242 vots.
També ha estat conseller comarcal del Consell Comarcal del Gironès entre la legislatura de 2011-2015. I vicepresident primer de cooperació municipal del Consell Comarcal del Gironès de la legislatura 2015-2019. El juliol de 2019 fou escollit President del Consell Comarcal del Gironès de la IX legislatura (2019-2023). El juliol de 2023 deixa la presidència del Consell Comarcal del Gironès, càrrec que assumeix Sònia Gràcia Xuclà, alcaldessa de Fornells de la Selva.
El 19 juliol de 2023, Roca, pren possessió com a diputat de la Diputació de Girona. L'ens supramunicipal que gestiona i ofereix diversos serveis als municipis de les comarques gironines estarà governat, durant la legislatura 2023-2027, pel pacte entre Junts i ERC amb 10 i 8 diputats respectivament. Des de l'agost de 2023 és nomenat com a president delegat del Consorci de les Vies Verdes de Girona.
Des de l'any 2009 és membre de la Mancomunitat de la Vall de Llémena (data en què es va fundar) formada per quatre municipis: Sant Gregori, Canet d'Adri, Sant Martí de Llémena i Sant Aniol de Finestres. La presidència de l'organisme, que és itinerant entre els alcaldes dels quatre municipis, l'ha assumit de setembre de 2014 a setembre de 2015, de setembre de 2020 a setembre de 2021 i de setembre de 2024 a setembre de 2025.
El 30 de setembre de l'any 2015, en substitució de Jordi Munell i Garcia, és escollit a Gurb (Osona) president del Consorci del Ter, organisme que integra municipis de la conca del riu Ter. El setembre de 2019, després de quatre anys, deixa la presidència del Consorci del Ter i pren el relleu com a presidenta, Astrid Desset i Desset. En l'etapa de Roca com a president s'ha de destacar l'increment de municipis que s'adhereixen al Consorci, arribant fins a la xifra de 70 municipis. Un mandat que va destacar també per la celebració dels 20 anys del Consorci del Ter i per l'acord històric de la Taula del Ter, en la qual Roca hi va participar activament juntament amb altres representants d'entitats, d'organismes i d'institucions.
Actualment forma part de Junts per Catalunya. Després de les discrepàncies entre el Partit Demòcrata Europeu Català i Junts per Catalunya abandona la militància al PDECAT.